# 電撃G'sコミック
『電撃G'sコミック』（でんげきジーズコミック）は、KADOKAWA アスキー・メディアワークスが発行しているWEB漫画雑誌。
無料デジタルコミック誌として2012年10月15日に創刊。2014年4月30日からは紙媒体の雑誌も刊行されたが、そちらは2019年5月号をもって休刊した。以降はwebのみで展開している。

## デジタルコミック版
2012年10月15日に創刊。BOOK☆WALKER、Pixivコミック、ニコニコ静画にて配信される無料デジタルコミック誌。
当初は主に『電撃G's magazine』および『電撃G's Festival! COMIC』に掲載された漫画を取り上げていた。2012年8月に第0号、10月に第1号が配信された。このころは毎月25日更新だったが、2013年4月から月2回配信に拡大され、毎月第2水曜日の「電撃G'sコミック 青」では電撃文庫が原作の漫画を、第4水曜日の「電撃G'sコミック 赤」ではアニメ・ゲームが原作のものを配信した。
2014年5月以降の無料配信は月1回更新となり、新創刊された雑誌版から一部の作品を取り上げる形になった。それに加えて、BOOK☆WALKERでは雑誌版と同内容のものを有料配信している。
雑誌版には無いデジタルコミック版のみのタイトルとして、「悪ノ娘喜劇化ぷろじぇくと」による2作品がある。
- あくむす（原案：mothy_悪ノP、作画：けん）
- 悪ノ召使 〜おぺらぶっふぁ！〜（原案：mothy_悪ノP、作画：眼鏡犬）

## 雑誌版
2014年4月30日に『電撃G's magazine』の連載漫画の大半が移籍する形で新創刊された。
Vol.16（2015年9月号）までは『電撃G's magazine』の増刊だったが、2015年10月号にて独立創刊し、それにあわせて通号表記を廃した。
2019年5月号をもって月刊誌としての定期刊行を休止し、ComicWalkerとニコニコ静画におけるWEB上での展開へと移行した。
掲載作品は連載開始号順に記載。
| 作品名                                                              | 作者                                                                                       | 掲載時期                                                                                   | 備考 | 脚注  |
| ------------------------------------------------------------------- | ------------------------------------------------------------------------------------------ | ------------------------------------------------------------------------------------------ | --- | ----- |
| アイドライジング!                                                   | - 原作：広沢サカキ - 作画：藤島真ノ介                                                      | Vol.1（2014年6月号） - Vol.4（2014年9月号）                                                | 『電撃G's magazine』からの移籍作品。 | [ 1 ] |
| アイドライジング！外伝 オリンライジング！                           | - 原作：広沢サカキ - 作画：風華チルヲ                                                      | Vol.1（2014年6月号） - Vol.4（2014年9月号）                                                | 『電撃G's magazine』からの移籍作品。 |       |
| Angel Beats! -Heaven's Door-                                        | - 原作：麻枝准 - 作画：浅見百合子                                                          | Vol.1（2014年6月号） - 2016年12月号                                                        | 『電撃G's magazine』からの移籍作品。 | [ 1 ] |
| 俺の後輩がこんなに可愛いわけがない                                  | - 原作：伏見つかさ - 作画：いけださくら                                                    | Vol.1（2014年6月号） - Vol.14（2015年7月号）                                               | 『電撃G's magazine』からの移籍作品。 | [ 1 ] |
| さくら荘のペットな彼女                                              | - 原作：鴨志田一 - 作画：草野ほうき                                                        | Vol.1（2014年6月号） - Vol.14（2015年7月号）                                               | 『電撃G's magazine』からの移籍作品。 | [ 1 ] |
| 戦国†恋姫〜乙女絢爛☆戦国絵巻〜                                      | - 原作：BaseSon - 作画：天海雪乃                                                           | Vol.1（2014年6月号） - 2016年8月号                                                         | |       |
| ソードアート・オンライン プログレッシブ                             | - 原作：川原礫 - 作画：比村奇石                                                            | Vol.1（2014年6月号） - 2018年4月号                                                         | 『電撃G's magazine』からの移籍作品。 |       |
| 大図書館の羊飼い                                                    | - 原作：オーガスト - 作画：佐々木あかね                                                    | Vol.1（2014年6月号） - Vol.8（2015年1月号）                                                | 『電撃G's magazine』からの移籍作品。 |       |
| やがて魔剱のアリスベル                                              | - 原作：赤松中学 - 作画：滝乃大祐                                                          | Vol.1（2014年6月号） - 2015年10月号                                                        | |       |
| ラブライブ!                                                         | - 原作：公野櫻子 - 作画：鴇田アルミ                                                        | Vol.1（2014年6月号） - Vol.10（2015年3月号）→『電撃G's magazine』に再移籍                  | 『電撃G's magazine』からの移籍作品。 Vol.11より休載が続いており、2015年11月号にて『電撃G's magazine』での連載再開が告知された後に同誌の2016年3月号より連載再開。 | [ 1 ] |
| ラブライブ！ School idol diary                                      | - 原作：公野櫻子 - 作画：おだまさる                                                        | Vol.1（2014年6月号） - 2016年5月号、2017年3月号 - 2017年4月号 ※次回未定                    | |       |
| リトルバスターズ！ End of Refrain                                   | - 原作：Key - 作画：ZEN                                                                    | Vol.1（2014年6月号） - Vol.8（2015年1月号）                                                | 『電撃G's magazine』からの移籍作品。 | [ 1 ] |
| リトルバスターズ！ EX The 4コマ                                     | - 原作：Key - 作画：笹桐ゆうや                                                             | Vol.1（2014年6月号） - Vol.7（2014年12月号）                                               | 『電撃G's magazine』からの移籍作品。 | [ 1 ] |
| Rewrite:SIDE-B                                                      | - 原作：Key - 作画：東条さかな                                                             | Vol.1（2014年6月号） - Vol.14（2015年7月号）                                               | 『電撃G's magazine』からの移籍作品。 | [ 1 ] |
| ロウきゅーぶ!                                                       | - 原作：蒼山サグ - 作画：たかみ裕紀                                                        | Vol.1（2014年6月号） - 2017年3月号                                                         | 『電撃G's magazine』からの移籍作品。 | [ 1 ] |
| 天使の3P!                                                           | - 原作：蒼山サグ - 作画：水谷悠珠                                                          | Vol.2（2014年7月号） - 2018年12月号                                                        | |       |
| 鷲尾須美は勇者である                                                | - 原作：タカヒロ - 作画：もっつん*                                                         | Vol.3（2014年8月号） - Vol.8（2015年1月号）                                                | 2017年7月号にて、コミックス第1巻での終了告知がなされた。 |       |
| ソードアート・オンライン キャリバー                                 | - 原作：川原礫 - 作画：木谷椎                                                              | Vol.4（2014年9月号） - Vol.15（2015年8月号）                                               | |       |
| ネトゲの嫁は女の子じゃないと思った?                                 | - 原作：聴猫芝居 - 作画：石神一威                                                          | Vol.5（2014年10月号） - 2018年11月号                                                       | |       |
| 神様と運命覚醒のクロステーゼ                                        | - 原作：日本一ソフトウェア - 作画：ぺけ                                                    | Vol.6（2014年11月号） - Vol.12（2015年5月号）                                              | |       |
| キョウハクDOG's                                                     | しゃあ                                                                                     | - Vol.7（2014年12月号） - Vol.12（2015年5月号） - 2017年7月号                              | Vol.7（2014年12月号）にて、単行本第4巻の冒頭1話を掲載。第24幕より『電撃G's Festival! COMIC』と同時掲載開始。                                                     |       |
| 結城友奈は勇者である                                                | - 原作：Project 2H - 作画：かんの糖子                                                      | - Vol.7（2014年12月号） - Vol.9（2015年2月号） - 2015年10月号 - 2017年3月号 - 2018年10月号 | Vol.7（2014年12月号）にて、全編描き下ろしの単行本第1巻から第1話を掲載。 Vol.9（2015年2月号)より単行本第1巻の続きとなる第5話から連載開始。                        |       |
| Charlotte The 4コマ せーしゅんを駆け抜けろ！                        | - 原作：麻枝准 - 作画：こもわた遙華                                                        | Vol.12（2015年5月号） - 2017年5月号                                                        | |       |
| プラスティック・メモリーズ Say to good-bye                          | - 原作：林直孝 - 作画：祐佑                                                                | Vol.13（2015年6月号） - 2016年9月号                                                        | |       |
| Charlotte                                                           | - 原作：麻枝准 - 作画：池澤真・津留崎優                                                    | Vol.16（2015年9月号） - 2019年2月号                                                        | 2015年9月号は全編描き下ろしの単行本第1巻から冒頭5ページを掲載。 2015年10月号は単行本第1話を再録、11月号から単行本第1巻の続きとなる第9話から連載。                |       |
| 超昂閃忍ハルカ                                                      | - 原作：ALICESOFT - 作画：ぽんこつわーくす                                                 | 2015年10月号 - 2016年8月号                                                                 | 『電撃G's Festival! COMIC』からの移籍作品 隔月連載 |       |
| 闘神都市III                                                         | - 原作：ALICESOFT - 作画：矢吹豪                                                           | 2015年10月号 - 2016年2月号                                                                 | 『電撃G's Festival! COMIC』からの移籍作品 |       |
| ロウきゅーぶ！は〜ふたいむ                                          | - 原作：蒼山サグ - 作画：たかみ裕紀                                                        | 2015年10月号                                                                               | 『電撃G's Festival! COMIC』からの移籍作品で、最終話のみ掲載。 |       |
| あっぱれ!天下御免                                                   | - 原作：BaseSon - 作画：宮代惣恭                                                           | 2015年11月号 - 2016年5月号                                                                 | 『電撃G's Festival! COMIC』からの移籍作品 |       |
| パンチラインMAX                                                     | - 原作：MAGES/フジテレビ - 作画：銀一                                                      | 2015年11月号 - 2017年2月号                                                                 | |       |
| 魔法医猫と硝子の靴下                                                | 森山大輔                                                                                   | 2015年11月号 - 2015年12月号                                                                | |       |
| 良い子さんと不良先生                                                | 菅野マナミ                                                                                 | 2015年12月号                                                                               | |       |
| カフェちゃんとブレークタイム                                        | ポルリン                                                                                   | 2016年1月号 - 2017年2月号                                                                  | |       |
| 青春ブタ野郎はバニーガール先輩の夢を見ない                          | - 原作：鴨志田一 - 作画：七宮つぐ実                                                        | 2016年1月号 - 2018年10月号                                                                 | |       |
| 星屑ネバーランドガーデン                                            | 木野咲カズラ                                                                               | 2016年1月号                                                                                | |       |
| CHAOS;CHILD                                                         | - 原作：MAGES./Chiyo St.Inc - 作画：レルシー                                               | 2016年2月号 - 2018年4月号                                                                  | |       |
| ガラスの花と壊す世界                                                | - 原作：Project D.Backup - 作画：おちゃう                                                  | 2016年2月号- 2017年3月号                                                                   | 2016年2月号では全編描き下ろしの単行本第1巻から再構成して掲載し、単行本第1巻の続きとなる第6話から連載開始。                                                       |       |
| 里山ごちそうスケッチ                                                | sonno                                                                                      | 2016年2月号 - 2016年3月号                                                                  | |       |
| 未満アイドル、ハジメます。                                          | MATSUDA98                                                                                  | 2016年2月号                                                                                | |       |
| アンジュ・ヴィエルジュ cross L.I.N.K.s                              | - 原作：アンジュ・プロジェクト - 作画：吉岡榊                                              | 2016年3月号 - 2016年9月号                                                                  | |       |
| うたわれるもの 偽りの仮面                                           | - 原作：アクアプラス - 作画：平こさか                                                      | 2016年3月号 - 2017年2月号                                                                  | 2018年5月号にて、コミックス第2巻での終了告知がなされた。 |       |
| オンリー☆ユー 〜あなたと私の二人ぼっち計画〜                        | めきめき                                                                                   | 2016年3月号                                                                                | |       |
| みかはな週末とりっぷ                                                | アザミユウコ                                                                               | 2016年3月号                                                                                | |       |
| 少女たちは荒野を目指す とりなくうた                                 | - 原作：みなとそふと - 作画：カヅチ                                                        | 2016年4月号 - 2017年11月号                                                                 | |       |
| ラブライブ！ School idol diary セカンドシーズン                     | - 原作：公野櫻子 - 作画：柴崎しょうじ                                                      | 2016年4月号 - 2018年2月号 ※次回未定                                                        | |       |
| ガーリッシュナンバー                                                | - 原作：渡航 - 作画：堂本裕貴                                                              | 2016年5月号 - 2017年7月号                                                                  | |       |
| 姉なるもの                                                          | 飯田ぽち。                                                                                 | 2016年5月号 - 2019年3月号→WEB版に移行                                                      | |       |
| 少女騎士団×ナイトテイル                                             | 犬江しんすけ                                                                               | 2016年6月号 - 2018年2月号                                                                  | |       |
| ばんどりっ！ BanG Dream! よんこま                                   | - 原作：ISSEN - 作画：しろいはくと                                                         | 2016年6月号 - 2017年11月号                                                                 | |       |
| バトルガール ハイスクール The 4コマ アイドルガール アフタースクール | - 原作：コロプラ - 作画：櫻井マコト                                                        | 2016年7月号 - 2017年3月号                                                                  | |       |
| いきのこれ! 社畜ちゃん                                              | - 原作：ビタワン - 作画：結うき。                                                          | 2016年7月号、2018年12月号                                                                  | |       |
| INGRESS: TOKYO ANOMALY                                              | - 原作・監修：Niantic, Inc. - 漫画：木村大熊                                               | 2016年8月号 - 2017年9月号                                                                  | |       |
| イングレス的日常 -クロエさんの場合-                                 | - 原作・監修：Niantic, Inc. - 漫画：新井春巻                                               | 2016年8月号 - 2017年9月号                                                                  | |       |
| 天華百剣                                                            | - 原作：天華百剣プロジェクト - 作画：酒月ほまれ                                            | 2016年8月号 - 2017年10月号                                                                 | |       |
| 乃木若葉は勇者である                                                | - 企画原案：タカヒロ - 作画：滝乃大祐                                                      | 2016年8月号 - 2018年3月号                                                                  | |       |
| SHOW BY ROCK!! プラズマジカ♪ぷるぷるダイアリー                      | - 原作・監修：サンリオ - 漫画：美月めいあ                                                  | 2016年8月号 - 2017年11月号                                                                 | |       |
| アイドル事変                                                        | - 原作：MAGES. - 漫画：奈月ここ                                                            | 2016年9月号 - 2017年10月号                                                                 | |       |
| 少女たちは荒野を目指す ゆきどけのおと                               | - 原作：みなとそふと - 作画：平つくね                                                      | 2016年9月号 - 2018年7月号                                                                  | |       |
| ガーリッシュナンバー momoka memorial                                | - 原作：渡航 - 作画：すらだまみ                                                            | 2016年9月号 - 2016年12月号                                                                 | |       |
| BanG Dream!                                                         | - 原作：ISSEN - 漫画：柏原麻実                                                             | 2016年9月号 - 2017年2月号                                                                  | 『月刊ブシロード』連載より序盤の4話を掲載。 隔月連載 |       |
| Rewrite SIDE-TERRA                                                  | - 原作：Key / ビジュアルアーツ - 作画：ZEN                                                 | 2016年11月号- 2018年9月号                                                                  | |       |
| メタルサーガ 〜流星の使者〜                                         | - 原作・監修：メタルサーガプロジェクト - 漫画：Dr.イム                                     | 2016年11月号 - 2017年1月号                                                                 | |       |
| リトルバスターズ！ Last of Refrain                                  | - 原作：Key - 作画：ZEN                                                                    | 2016年12月号 - 2019年5月号                                                                 | 2019年1月号まで隔月連載 |       |
| ガーリッシュナンバー修羅                                            | - 原作：渡航 - 作画：池澤真・津留崎優                                                      | 2017年1月号                                                                                | 2016年11月26日発売の単行本より、よりぬきの4コマ2話を特別掲載。                                                                                                   |       |
| アヴァベルオンライン                                                | - 原作：アソビモ - 脚本：戸塚直樹 - 作画：仲村ユキトシ                                     | 2017年2月号 - 2017年8月号                                                                  | |       |
| 吸血鬼ちゃん×後輩ちゃん                                             | 嵩乃朔                                                                                     | 2017年4月号 - 2019年4月号                                                                  | |       |
| ソードアート・オンライン アンソロジー                               | 作画：高野いつき                                                                           | 2017年5月号                                                                                | |       |
| ソードアート・オンライン アンソロジー                               | 作画：La-na                                                                                | 2017年5月号                                                                                | |       |
| ソードアート・オンライン アンソロジー                               | 作画：イガラシユイ                                                                         | 2017年6月号                                                                                | |       |
| ソードアート・オンライン アンソロジー                               | 作画：兎月あい                                                                             | 2017年6月号                                                                                | |       |
| ソードアート・オンライン アンソロジー                               | 作画：うおぬまゆう                                                                         | 2017年7月号                                                                                | |       |
| ソードアート・オンライン アンソロジー                               | 作画：森あいり                                                                             | 2017年7月号                                                                                | |       |
| ソードアート・オンライン アンソロジー                               | 作画：あいらんど                                                                           | 2017年7月号                                                                                | |       |
| ソードアート・オンライン アンソロジー                               | 作画：浅草九十九                                                                           | 2017年10月号                                                                               | |       |
| ソードアート・オンライン アンソロジー                               | 作画：えらんと                                                                             | 2017年11月号                                                                               | |       |
| ソードアート・オンライン アンソロジー                               | 作画：堂本裕貴                                                                             | 2017年11月号                                                                               | |       |
| ソードアート・オンライン アンソロジー                               | 作画：むちまろ                                                                             | 2017年11月号                                                                               | |       |
| ソードアート・オンライン アンソロジー                               | 作画：やんだま                                                                             | 2018年3月号                                                                                | |       |
| ソードアート・オンライン アンソロジー                               | 作画：たくじ                                                                               | 2018年4月号                                                                                | |       |
| ソードアート・オンライン アンソロジー                               | 作画：高野いつき                                                                           | 2018年4月号                                                                                | |       |
| ソードアート・オンライン アンソロジー                               | 作画：オオハマイコ                                                                         | 2018年8月号                                                                                | |       |
| ソードアート・オンライン アンソロジー                               | 作画：のなかたま                                                                           |                                                                                            | |       |
| ソードアート・オンライン アンソロジー                               | 作画：堂本裕貴                                                                             | 2018年9月号                                                                                | |       |
| ソードアート・オンライン アンソロジー                               | 作画：オオハマイコ                                                                         | 2019年4月号                                                                                | |       |
| バトルガール ハイスクール The 4コマ 星守課外授業                    | - 原作：コロプラ - 作画：櫻井マコト                                                        | 2017年6月号 - 2018年3月号                                                                  | |       |
| 結城友奈は勇者である -鷲尾須美の章-                                 | - 原作：タカヒロ - 作画：イチフジニタカ                                                    | 2017年8月号 - 2018年8月号                                                                  | |       |
| ファンタシースターオンライン2 es うえぽの！                         | - 原作・監修：セガゲームス - 漫画：ぬまこ                                                  | 2017年8月号                                                                                | 『ファンタシースターオンライン2 es』プレイヤーズサイトより出張版を特別掲載。                                                                                     |       |
| ノラと皇女と野良猫ハート ピリ辛勇者ノブチナ                         | - 原作：はと - 作画：竹嶋えく                                                              | 2017年9月号 - 2018年3月号                                                                  | |       |
| 夜明けのベルカント 〜蒼華騎士団の日常〜                             | - 漫画：伊佐田 - 原作・監修：クローバーラボ                                                | 2017年9月号 - 2018年2月号                                                                  | |       |
| Angel Beats! -The Last Operation-                                   | - 原作：麻枝准 - 作画：浅見百合子                                                          | 2017年10月号 - 2019年5月号→WEB版に移行                                                     | |       |
| 魔法使いの印刷所                                                    | - 原作：もちんち - 作画：深山靖宙                                                          | 2017年11月号 - 2019年5月号→WEB版に移行                                                     | |       |
| ラブライブ!サンシャイン!! コミックアンソロジー出張版                | 作画：茶戸                                                                                 | 2017年12月号                                                                               | |       |
| ラブライブ!サンシャイン!! コミックアンソロジー出張版                | 作画：ていお亭ていお                                                                       | 2018年1月号                                                                                | |       |
| ラブライブ!サンシャイン!! コミックアンソロジー出張版                | 作画：草野ほうき                                                                           | 2018年2月号                                                                                | |       |
| グランブルーファンタジー外伝 〜追憶のアーシヴェル〜                 | - 原作：Cygames - 作画：壱月たか - 構成・脚本：綾峰欄人                                    | 2017年12月号 - 2019年5月号→WEB版に移行                                                     | |       |
| ストロベリー・フィールズをもう一度                                  | 木野咲カズラ                                                                               | 2017年12月号                                                                               | |       |
| セレブ漫画家一条さん                                                | garnet                                                                                     | 2017年12月号                                                                               | |       |
| ホーキーベカコン                                                    | 笹倉綾人                                                                                   | 2018年1月号 - 2019年5月号→WEB版に移行                                                      | 原案：谷崎潤一郎『春琴抄』 |       |
| いやされて♥社畜女子のコミックアンソロジー                           | - 原作：ビタワン - 作画：結うき。                                                          | 2018年1月号                                                                                | |       |
| 天華百剣 -彩-                                                       | - 原作：天華百剣プロジェクト - 作画：たかみ裕紀                                            | 2018年2月号 - 2019年2月号                                                                  | |       |
| RELEASE THE SPYCE ないしょのミッション                              | - 作画：美月めいあ - 原作：SORASAKI.F - 企画原案：タカヒロ                                 | 2018年3月号 - 2019年2月号                                                                  | |       |
| 少女☆歌劇 レヴュースタァライト オーバーチュア                       | - 漫画：轟斗ソラ - 脚本：中村彼方 - 原作：ブシロード / ネルケプランニング / キネマシトラス | 2018年3月号 - 2018年12月号                                                                 | |       |
| 天華百剣 -瞬-                                                       | - 原作：天華百剣プロジェクト - 作画：多門結之                                              | 2018年4月号 - 2019年4月号                                                                  | |       |
| [舞台] 少女☆歌劇 レヴュースタァライト -The LIVE- SHOW MUST GO ON    | - 漫画：綾杉つばさ - 原作：ブシロード / ネルケプランニング / キネマシトラス                | 2018年4月号                                                                                | 『月刊ブシロード』より第1話を特別掲載。 |       |
| オルタナティブガールズ First step!                                  | - 作画：濱元隆輔 - 原作：QuallArts                                                         | 2018年4月号 - 2018年10月号                                                                 | |       |
| ゆりなつ -民宿かがや-                                               | もちオーレ                                                                                 | 2018年4月号                                                                                | |       |
| いきのこれ！社畜ちゃん 〜後輩ちゃんオタ活動記〜                     | - 原作：ビタワン - 作画：湧井想太                                                          | 2018年4月号                                                                                | |       |
| 暗黒騎士団長と青春ガール                                            | りしん                                                                                     | 2018年4月号                                                                                | |       |
| うたわれるもの 散りゆく者への子守唄 集                              | - 作画：東皓司 - 原作：アクアプラス                                                        | 2018年5月号 - 2018年11月号                                                                 | |       |
| 青春ブタ野郎はプチデビル後輩の夢を見ない                            | - 作画：浅草九十九 - 原作：鴨志田一                                                        | 2018年5月号 - 2019年2月号                                                                  | |       |
| とらぶる☆とらんぷる                                                 | 中音ナタ                                                                                   | 2018年5月号                                                                                | |       |
| ソードアート・オンライン プログレッシブ 泡影のバルカローレ          | - 原作：川原礫 - 作画：三吉汐美                                                            | 2018年6月号 - 2019年5月号→WEB版に移行                                                      | |       |
| 夜明けのブギーポップ                                                | - 原作：上遠野浩平 - 作画：カワバタヨシヒロ                                                | 2018年6月号 - 2019年5月号                                                                  | |       |
| 電撃!文庫の昼ごはん!!                                               | - 漫画：えらんと - レシピ監修：タカハシユキ                                                | 2018年6月号 - 2018年11月号                                                                 | |       |
| ネコぱら                                                            | - 原作：NEKO WORKs - 作画：Tam-U                                                           | 2018年7月号 - 2019年1月号                                                                  | |       |
| ラブライブ！サンシャイン!! CYaRon! コミックアンソロジー出張版       | 作画：めざし                                                                               | 2018年9月号                                                                                | |       |
| ラブライブ！サンシャイン!! CYaRon! コミックアンソロジー出張版       | 作画：近衛桜月                                                                             | 2018年9月号                                                                                | |       |
| ラブライブ！サンシャイン!! AZALEA コミックアンソロジー出張版        | 作画：めざし                                                                               | 2018年10月号                                                                               | |       |
| ラブライブ！サンシャイン!! AZALEA コミックアンソロジー出張版        | 作画：風夏でぃあ                                                                           | 2018年10月号                                                                               | |       |
| ラブライブ！サンシャイン!! School idol diary 〜千歌・梨子・曜編〜   | - 原作：公野櫻子 - 作画：おだまさる                                                        | 2018年10月号 - 2018年12月号                                                                | |       |
| ファンタシースターオンライン2 es 恋やかんギャラクシー               | - 作画：かにかま - 脚本・構成：ちょぼらうにょぽみ - 原作・監修：セガゲームス               | 2018年10月号                                                                               | 『ファンタシースターオンライン2 es』プレイヤーズサイトにて連載されていた作品の出張版兼最終回。                                                                   |       |
| ラブライブ！サンシャイン!! Guilty Kiss コミックアンソロジー出張版   | 作画：めざし                                                                               | 2018年11月号                                                                               | |       |
| ラブライブ！サンシャイン!! Guilty Kiss コミックアンソロジー出張版   | 作画：七路ゆうき                                                                           | 2018年11月号                                                                               | |       |
| ひつじ先生はしゅきしゅきすぎてすぐに病む                            | しゃあ                                                                                     | 2018年12月号 - 2019年1月号                                                                 | |       |
| オラクル戦隊セイガーズ                                              | - 漫画：飯島しんごう - 原作・監修：セガゲームス                                            | 2019年3月号 - 2019年5月号                                                                  | |       |
| 人外百合アンソロジー出張版                                          | 作画：寝路                                                                                 | 2019年3月号                                                                                | |       |
| 人外百合アンソロジー出張版                                          | 作画：みずあそう                                                                           | 2019年3月号                                                                                | |       |
| 人外百合アンソロジー出張版                                          | 作画：あさがお                                                                             | 2019年3月号                                                                                | |       |
| 人外百合アンソロジー出張版                                          | 作画：みんたろう                                                                           | 2019年3月号                                                                                | |       |
| 人外百合アンソロジー出張版                                          | 作画：水谷悠珠 & かえで透                                                                  | 2019年4月号                                                                                | |       |
| 人外百合アンソロジー出張版                                          | 作画：武川慎                                                                               | 2019年4月号                                                                                | |       |
| 人外百合アンソロジー出張版                                          | 作画：竹宮ジン                                                                             | 2019年4月号                                                                                | |       |
| 人外百合アンソロジー出張版                                          | 作画：嵩乃朔                                                                               | 2019年4月号                                                                                | |       |
| ラブライブ！サンシャイン!! Sweet Lily コミックアンソロジー出張版    | 作画：くるくる姫                                                                           | 2019年3月号                                                                                | |       |
| ラブライブ！サンシャイン!! Sweet Lily コミックアンソロジー出張版    | 作画：おぎ                                                                                 | 2019年4月号                                                                                | |       |
| 邪神いちゃラブアンソロジー出張版                                    | 作画：えらんと                                                                             | 2019年5月号                                                                                | |       |
| 邪神いちゃラブアンソロジー出張版                                    | 作画：天海雪乃                                                                             | 2019年5月号                                                                                | |       |
| 邪神いちゃラブアンソロジー出張版                                    | 作画：娘太丸                                                                               | 2019年5月号                                                                                | |       |
| SCP財団コミックアンソロジー                                         | 作画：是人                                                                                 | 2019年5月号                                                                                | |       |
| SCP財団コミックアンソロジー                                         | 作画：からくり武者                                                                         | 2019年5月号                                                                                | |       |

### 小説
- 電撃文庫FIGHTINGフェアコラボ企画
  - ネトゲの嫁は女の子じゃないと思った？ 番外編 ネトゲがメディアミックスしないなどと誰が決めた！あの『ネトゲ』が、ゲーム化……だと!?（著：聴猫芝居、画：Hisasi）：Vol.5（2014年10月号）
  - やがて魔剱のアリスベル デルタ・ドルチェ 〜キリコ編〜（著：赤松中学、作画：閏月戈）：Vol.6（2014年11月号）
  - 天使の3P! かえるのうた なぞのしんし編（著：蒼山サグ、画：てぃんくる）：Vol.7（2014年12月号）